# Cristian Tello
Christian Tello (n. 11 august 1991, Sabadell, Spania) este un fotbalist spaniol care evoluează pentru echipa Real Betis. Acesta a evoluat la echipa secundă a Barcelonei. Primul său gol pentru echipa mare a fost în meciul cu L'Hospitalet, când FC Barcelona a învins-o pe aceasta cu scorul de 9-0.

## Palmares

### Club
Barcelona
- La Liga: 2012–13
- Copa del Rey: 2011–12
- Supercopa de España: 2013

### Națională
Spania U21
- Campionatul European de Fotbal Under-21: 2013

### Individual
- SJPF Player of the Month: March 2015[3]

## Legături externe
- FC Barcelona official profile en
- BDFutbol profile es
- Futbolme profile es
- Cristian Tello pe site-ul FIFA (arhivat) en
- Transfermarkt profile en